# Konkurencyjność międzynarodowa
Konkurencyjność międzynarodowa – zdolność danego państwa do wytwarzania i sprzedaży na rynkach zagranicznych dóbr, które mogą być lepsze, bądź tańsze od tych oferowanych przez inne państwa.
Wydajność pracy jest głównym miernikiem międzynarodowej konkurencyjności. Wydajność pracy w dużej mierze zależna jest od tempa postępu technicznego w danym kraju, konkurencyjności przedsiębiorstw na rynku wewnętrznym, poziomu edukacji społeczeństwa, polityki gospodarczej prowadzonej przez dany kraj, polityki ekonomicznej społecznej (np. polityka podatkowa, pieniężna, przemysłowa, ekologiczna), jak i istniejące tradycje handlowe i przemysłowe oraz posiadane zasoby naturalne.
Międzynarodowa konkurencyjność gospodarcza państwa – przeprowadzona analiza konkurencyjności gospodarki USA, w okresie prezydentury Reagana w 1995 roku przez W. Bieńkowskiego, doprowadziła do podziału definicji „konkurencyjności” na
dwa następujące elementy składowe:
- pozycja konkurencyjna (inaczej: konkurencyjność wynikowa),
- zdolność konkurencyjna (inaczej: konkurencyjność czynnikowa).

Pierwszy element to poziom rozwoju gospodarczego uzyskany przez konkretne państwo, wyrażany jest on przez wysokość dochodu narodowego, stopień wydajności stosowanych czynników wytwórczych, pozycje państwa w handlu zagranicznym.
Natomiast na drugi element składają się wszystkie czynniki które wpływają na możliwości konkurowania na zagranicznych rynkach, np. ilość, struktura, eksploatacja zasobów produkcyjnych, struktura populacji, system społeczno-ekonomiczny, polityka ekonomiczna państwa, gospodarcza sytuacja w regionie oraz posiadanie ustalonej pozycji konkurencyjnej. Zwiększenie zdolności konkurencyjnej przez państwo jest możliwe gdy jego gospodarka dysponuje umiejętnością długoterminowego i zyskownego prosperowania. Dzięki temu organizacja gospodarki przekłada się na strukturę eksportu, a to pozwala wejście w bliskie relacje ze światowym popytem i jego zmianami w długim okresie.
Konkurencyjność międzynarodowa – cecha wielowątkowa, którą tworzą następujące predyspozycję:
- umiejętność przemieszczania aktywnych elementów produkcji niezwykle ważnych dla rozwoju i postępu gospodarczego
- umiejętność zwiększania zbytu produktów i usług, które są wynikiem dobrej jakości oraz używanej w procesie produkcji technologii i jej zaawansowania
- umiejętność przystosowywania się w okolicznościach załamania gospodarczego
- umiejętność wypracowania założonych celów, np. wyższa jakość życia

Wpływ globalizacji na międzynarodową konkurencyjność gospodarczą – elementami produkcyjnymi państwa są: kapitał ludzki, bogactwa naturalne, uwarunkowania przyrodnicze, nabyte kwalifikacje i doświadczenia we wszystkich dziedzinach nauki oraz techniki, zasobność finansowa i infrastruktura kraju. Jednak coraz intensywniejsza globalizacja potrafi zredukować rangę osiągalnych ogniw składających się na potencjał gospodarczy państwa. Wpływ na to mają migracje ludności (kapitału ludzkiego wraz z nabytą przez niego wiedzą i doświadczeniem), coraz większa dostępność środków transportu, a także międzynarodowy przepływ pieniądza między krajami
Zasoby ludzkie jako miernik konkurencyjności międzynarodowej
Zasoby ludzkie są jednym z podstawowych składników, które biorą udział w osiąganiu dochodu narodowego. Nie jest ważna tutaj sama liczba osób zatrudnionych i ich relacja do wielkości populacji ogółem, ale również jakość, wydajność i efektywność tych zasobów. Istotną rolę odgrywają tutaj wskaźniki takie jak stopa aktywności zawodowej i stopa zatrudnienia. Stopa aktywności zawodowej jako stosunek liczby zatrudnionych oraz poszukujących zatrudnienia do liczby osób w wieku 15-64 lat, zaś stopa zatrudnienia to stosunek liczby osób aktywnych zawodowo do liczby osób w wieku produkcyjnym. Kolejnym ściśle powiązanym wskaźnikiem będzie poziom bezrobocia, czyli liczba osób poszukujących pracę w stosunku do osób zatrudnionych. Analiza poziomu bezrobocia nie powinna skupiać się tylko na jego wielkości, ale także na kombinacji jej wielkości z wolnymi miejscami pracy. W tej analizie bardzo ważna będzie też alokacja tych wolnych miejsc pracy oraz mobilność osób poszukujących pracę. Dla oceny zasobów ludzkich, a w szczególności do przewidywania zmian ilościowych ogromne znaczenie ma przyrost naturalny. Można ocenić jego wielkość i na jego podstawie stwierdzić czy aktualny przyrost pozwoli na prostą zastępowalność pokoleń. Wnikliwa analiza tych wszystkich wskaźników pozwoli nam ocenić czy dana populacja jest mniej lub bardziej konkurencyjna do innej populacji.